# قرحة صلبة
القرحة الصلبة (بالإنجليزية: Chancre) هي قرحة تناسلية غير مؤلمة تحدث غالبا خلال المرحلة الأولية من مرض الزهري. وتتشكل هذه الآفة المعدية بعد 21 يومًا تقريبًا من التعرض الأولي لجرثومة اللولبية الشاحبة، وهي بكتيريا ملتوية سلبية الغرام. وتنقل القرحة الصلبة مرض الزهري، الذي ينتقل جنسيا، من خلال الاتصال الجسدي المباشر. وعادة ما تتكون هذه القرح على أو حول فتحة الشرج، والفم، والقضيب، والمهبل. وقد تصغر القرحة في الحجم خلال أربعة إلى ثمانية أسابيع دون دواء.
ترتبط القرح، بالإضافة إلى كونها تقرحات غير مؤلمة تكونت خلال المرحلة الأولية من مرض الزهري، بمرض النوم الأفريقي، حيث تحيط بمنطقة عضة ذبابة التسي تسي.

## أوجه التشابه مع القرحة اللينة
وجه التشابه بين القرحة الصلبة والقرحة اللينة:
- تنشأ كلاهما كبثرات في موقع التلقيح، وتتطور إلى آفات متقرحة
- يتراوح كلاهما عادة بين 1 إلى 2 سم[3]
- تنتج كلاهما عن كائنات حية منقولة جنسيا
- تظهر كلا الآفات عادة على الأعضاء التناسلية للأفراد المصابين

## أوجه الاختلاف مع القرحة اللينة
وجه الاختلاف بين القرحة الصلبة والقرحة اللينة:
- القرحة الصلبة هي آفة نموذجية من العدوى ببكتيريا اللولبية الشاحبة التي تسبب مرض الزهري.
- القرحة اللينة هي آفة نموذجية من العدوى ببكتيريا المستدمية الدوكرية.
- عادةً ما تكون القرحة الصلبة غير مؤلمة، في حين أن القرحة اللينة تكون عادة مؤلمة.
- عادة ما تكون القرحة الصلبة مفردة، في حين أن القرحة اللينة تكون متعددة.
- تسبب القرح الصلبة تضخم العقدة الليمفاوية الثنائية المحلية، في حين
- تسبب القرح اللينة تضخم العقدة الليمفاوية على جانب واحد.
- عادةً ما تنشر القرحة الصلبة نضحة مصلية، في حين أن القرحة اللينة لها إفراز صديدي رمادي أو أصفر.
- تحتوي القرحة الصلبة على قاعدة صلبة (متداخلة) ذات حواف منحدرة، في حين يكون للقرحة اللينة قاعدة ناعمة.
- تشفى القرحة الصلبة بشكل عفوي في غضون ثلاثة إلى ستة أسابيع، حتى في غياب العلاج.
- يمكن أن تحدث القرحة الصلبة في البلعوم وكذلك على الأعضاء التناسلية. ولا ينبغي الخلط بينه وبين الورم اللقمي المسطح، الذي يظهر في مرض الزهري الثانوي.

## الأسباب
تنتقل عن طريق الاتصال الجنسي، أو عن طريق ملامسة المنطقة المصابة، حيث تنتقل البكتريا المسببة له، والتي تسمى اللولبية الشاحبة.

## الأعراض
تصيب القرحة الصلبة الأعضاء التناسلية للنساء والرجال. وقد تظهر أيضا في أماكن أخرى من الجسم مثل الفم، واللسان، والشفاة، وأصابع، واليد، والثدي.
وتظهر القرحة الصلبة على هيئة قرحة حادة منتظمة الشكل ومرتفعة قليلا عن سطح الجلد غير مؤلمة، ولا تحوي أي إفرازات عكس القرحة اللينة، وقد يصاحبها تورم في الغدد الليمفاوية.

## العلاج
عادة ما يتم الشفاء من القرحة الصلبة تلقائيا حتى بدون علاج خلال 3 – 6 أسابيع. وإذا لم يتم العلاج تلقائيا يعطى المصاب بعض المضادات الحيوية، مثل البنسلين، كما يجب الامتناع والتوقف عن ممارسة الجنس حتى يتم الشفاء التام من القرحة؛ لكي لا تنتقل العدوى مجددا، ويطول علاجها.

## التسمية
تعني كلمة "chancre" (النطق الفرنسي: [ʃɑ̃kʁ]) «قرحة صغيرة» بالفرنسية القديمة. وفيما يتعلق بالإنجليزية تنطق "canker"، ويأتي كلاهما من السرطان اللاتيني، أي «سرطان البحر»، وهو ترجمة من الكلمة اليونانية καρκίνος وتنطق (karkínos)، والتي تعني أيضًا «سرطان البحر».

## وصلات خارجية
- http://std.about.com/od/symptomsfaq/tp/cankerchancrecold.htm نسخة محفوظة 14 نوفمبر 2012 على موقع واي باك مشين.
- http://medical-dictionary.thefreedictionary.com/chancre
- http://hardinmd.lib.uiowa.edu/cdc/syphilis36.html